# John P. C. Shanks
John Peter Cleaver Shanks (17 juin 1826 – 23 janvier 1901) est un officier de l'Union Army durant la guerre de Sécession et un homme politique américain qui servit à la Chambre des représentants comme représentant de l'Indiana de 1861 à 1863 puis de 1867 à 1875.

## Biographie
John Peter Cleaver Shanks est né le 17 juin 1826 à Martinsburg en Virginie (actuelle Virginie-Occidentale). Il étudie le droit et est admis au barreau en 1848 puis commence à pratiquer à Portland dans l'Indiana l'année suivante.
En 1855, il est élu à la Chambre des représentants de l'Indiana. Durant la guerre de Sécession, Shanks sert dans les rangs de l'Union en tant que colonel. Il est ensuite élu au Congrès des États-Unis en tant que représentant de l'Indiana en 1861 sous les couleurs du Parti républicain et siège jusqu'en 1863, puis de 1867 à 1875. Ayant échoué à se faire réélire, il reprend la pratique de sa profession avant d'être de nouveau élu à la Chambre des représentants de l'État en 1879.
Il meurt le 23 janvier 1901 à Portland.